# Papa Grigore al XV-lea
Papa Grigore al XV-lea, născut Alessandro Ludovisi, (n. 9 ianuarie 1554, Bononia, Statele Papale – d. 8 iulie 1623, Roma, Statele Papale) a fost papă al Romei din 1621 până în 1623.
A fost fiul contelui Pompeo Ludovisi. A studiat filozofia și teologia la școlile iezuiților din Roma. În 1571 și-a început un studiu de drept la Bologna. Și-a dat doctoratul tot la Universitatea din Bologna (1575).
După ce a fost hirotonit preot a început să lucreze în serviciile papei Grigore al XIII-lea, care era tot din Bologna (de aici și numele lui de papă). În 1612, sub Paul al V-lea, a ajuns arhiepiscop de Bologna. Mai târziu, tot papa Paul al V-lea l-a ridicat la demnitatea de cardinal (1616). Conclavul l-a ales pe noul papă la 9 februarie 1621. La șase zile după alegerea sa ca papă, l-a făcut cardinal pe nepotul său, Ludovico Ludovisi.
În urma eforturilor lui Grigore de a obține demnitatea de principe elector („Kurfürst”) pentru contele Maximilian de Bavaria, acesta din urmă i-a dăruit „Biblioteca Palatină”, adică Biblioteca Universității din Heidelberg.
În 6 ianuarie 1622 a înființat „Congregatio de Propaganda Fide”, pentru răspândirea credinței. Cu două bule (la 15 noiembrie 1621 și la 12 martie 1622) a introdus votul secret cu ajutorul buletinului de vot, dând în felul acesta alegerii papei bazele formei de azi.
Pe 12 martie 1622 i-a sanctificat pe Ignațiu de Loyola și Francisco de Xavier (fondatorii Ordinului Iezuit), pe Filip Neri și pe Isidor din Sevilla. Teologul și filosoful Albertus Magnus a fost declarat sfânt pe 15 septembrie 1622.
A murit pe 8 iulie 1623 la Roma și a fost înmormântat în Biserica „Sant Ignazio”.